# Aptopus maculatus
Aptopus maculatus là một loài bọ cánh cứng trong họ Elateridae. Loài này được Aranda miêu tả khoa học năm 1996.